# Windows Live Alerts
Windows Live Alerts (anteriormente conhecido como MSN Alerts) foi um dos serviços Windows Live, da Microsoft, que permitia que os usuários obter notificações sobre eventos temporários e informações de vários provedores de conteúdo. Os usuários podia escolher como e quando querem receber alertas, de forma que os usuários ficasem informados independentemente de onde estejam.
O Windows Live Alerts era um serviço gratuito para usuários que tinham um Windows Live ID. Porém, alguns provedores de conteúdo ou provedores de serviços remotos podiam cobrar pelo uso de seus conteúdos ou serviços com o Windows Live Alerts.
Alertas a dispositivos móveis estavam disponíveis apenas para usuários nos Estados Unidos, no Canadá e na China.

## Recursos
O Windows Live Alerts oferece os seguintes recursos principais para o gerenciamento de alertas:
- Ajuste ou alteração do fuso horário;
- Permite especificar para onde os alertas devem ser enviados;
- Permite receber alertas no Windows Live Messenger;
- Permite receber alertas em um dispositivo móvel, como um celular;
- Exibe uma lista de alertas recebidos recentemente;
- Permite determinar períodos silenciosos, quando alertas não serão enviados;
- Permite cancelar ou desligar os alertas.

## Integração
O Windows Live Alerts pode ser integrado com o Windows Live Messenger, Windows Live Hotmail e Windows Live Mobile. Uma aba "alertas" está disponível no Windows Live Messenger, exibindo uma lista de alertas recentes, organizados pela data em que foram recebidas ou pelo provedor. Quando um novo alerta é recebido, um ícone aparecera na tela do usuário, mostrando o título do alerta. Se o usuário sai do Windows Live Messenger, ele pode receber os seus alertas por e-mail ou por dispositivos móveis.

## Syndication Edition
O Windows Live Alerts Syndication Edition permite que blogueiros e outros provedores de conteúdo mantenham os seus leitores atualizados e aumentem a quantidade de visualizações aos seus sites, providenciando serviços de alerta aos seus blogs e sites. Para isso, os provedores de conteúdo só precisam publicar seus materiais em feeds RSS ou Atom e disponibilizar um link para inscrição no Windows Live Alerts em seus sites para utilizar o serviço. Assim, os usuários poderão se inscrever para receber alertas clicando no link de inscrição. O título das novas postagens será distribuído automaticamente através de um alerta aos seus leitores ao Windows Live Messenger, Hotmail, ou dispositivo móvel, dependendo das preferências do leitor.
Os leitores podem modificar as suas configurações de inscrição ou cancelarem a inscrição dos provedores de conteúdo a qualquer momento.
Os provedores de conteúdo podem escolher três tipos diferentes de notificação, que são exibidas na tela do leitor quando novos alertas chegam:
- Alerta clássico – um alerta instantâneo com um pequeno logotipo do provedor de conteúdo;
- Alerta associado – um alerta instantâneo associado com alguma marca;
- Alerta de divulgação – um alerta instantâneo associado com uma propaganda.